# Leptomys signatus
Leptomys signatus är en däggdjursart som beskrevs av Tate och Archbold 1938. Leptomys signatus ingår i släktet Leptomys och familjen råttdjur. IUCN kategoriserar arten globalt som livskraftig. Inga underarter finns listade i Catalogue of Life.
Denna gnagare förekommer i låglandet och i bergstrakter på västra Nya Guinea. Arten lever i regioner upp till 1400 meter över havet. Den vistas där i skogar och i områden med kalkstensklippor. På Fågelhuvudhalvön förekommer antagligen en hittills obeskriven art av samma släkte.